# Julien Carette
Julien Henri Carette, född 23 december 1897 i Paris, död 20 juli 1966 i Le Vésinet, Île-de-France, var en fransk skådespelare.

## Roller i urval
- 1937 – Den stora illusionen
- 1938 – Livets debutanter
- 1938 – Marseljäsen
- 1938 – Människans lägre jag
- 1939 – Spelets regler
- 1946 – Nattens portar
- 1949 – Minnenas strand
- 1950 – Hamnkrog
- 1951 – Ensam flicka i Paris
- 1956 – Brott och straff
- 1959 – Luffarkavaljeren